# Tomașivka, Babanka
Tomașivka (în ucraineană Томашівка) este o comună în raionul Babanka, regiunea Cerkasî, Ucraina, formată numai din satul de reședință.

## Demografie
Componența lingvistică a comunei Tomașivka
     Ucraineană (96,87%)
     Rusă (1,79%)
     Română (1,04%)
     Alte limbi (0,15%)
Conform recensământului din 2001, majoritatea populației comunei Tomașivka era vorbitoare de ucraineană (96,87%), existând în minoritate și vorbitori de rusă (1,79%) și română (1,04%).